# Pilot Talk III
Pilot Talk III è il settimo album del rapper statunitense Curren$y, pubblicato nel 2015 dalla Jet Life.

## Tracce
1. Opening Credits – 2:01 (musica: Cool & Dre)
2. Long as the Lord Say – 4:37 (musica: Ski Beatz)
3. Cargo Planes – 2:32 (musica: Joey Fatts)
4. Froze (featuring Riff Raff) – 3:46 (musica: Harry Fraud)
5. Get Down – 3:59 (musica: Ski Beatz)
6. Sidewalk Show – 2:06 (musica: Ski Beatz)
7. The 560 SL (featuring Wiz Khalifa) – 5:01 (musica: Edsclusive, Frank Dukes)
8. Audio Dope 5 – 3:30 (musica: Ski Beatz)
9. Life I Chose (featuring J. Townsend) – 4:36 (musica: Cool & Dre)
10. Pot Jar (featuring Jadakiss) – 4:29 (musica: Cool & Dre)
11. Search Party – 3:22 (musica: Ski Beatz)
12. All I Know – 3:26 (musica: Cool & Dre)
13. Briefcase – 3:29 (musica: Ski Beatz)
14. Lemonade Mimosas – 3:07 (musica: Jahlil Beats, The Beat Bully, Antman Wonder)
15. Alert (featuring Styles P) – 3:12 (musica: Ski Beatz)